# Hrabstwo Orange (Wirginia)

Piramida wieku hrabstwa

Hrabstwo Orange – hrabstwo w USA, w stanie Wirginia, według spisu z 2000 roku liczba ludności wynosiła 25881. Siedzibą hrabstwa jest Orange.

## Geografia
Według spisu hrabstwo zajmuje powierzchnię 888 km², z czego 883 km² stanowią lądy, a 5 km² – wody.

### Miasta
- Gordonsville
- Orange

### CDP
- Lake of the Woods